# Autumnalia innopinata
Autumnalia innopinata là một loài thực vật có hoa trong họ Hoa tán. Loài này được Pimenov mô tả khoa học đầu tiên năm 1989.